# Sara von Arnold
Sara Elisabet von Arnold, född 29 juli 1949, är en svensk växtbiolog
Hon disputerade 1979 vid Uppsala universitet. von Arnold blev 1982 docent i fysiologisk botanik vid Uppsala universitet och är sedan 1988 professor i skogsträdens cellbiologi vid institutionen för växtbiologi och skogsgenetik vid Sveriges lantbruksuniversitet.
Sara von Arnold är sedan 1986 ledamot i Kungliga Skogs- och Lantbruksakademien, och var mellan 2008 och 2011 dess preses. 